# Senat (Nigeria)
Senat (ang. Senate) – izba wyższa parlamentu federalnego Nigerii. Składa się ze 109 członków wybieranych na czteroletnią kadencję. Każdy z 36 nigeryjskich stanów posiada jednakową liczbę mandatów w Senacie - trzy. Dodatkowo jednego senatora wystawia terytorium stołeczne. Wybory przeprowadzane są w jednomandatowych okręgach wyborczych. 
Czynne prawo wyborcze przysługuje obywatelom nigeryjskim mającym ukończone 18 lat. Kandydować mogą osoby w wieku co najmniej 35 lat, należące do jednej z partii politycznych i spełniające cenzus wykształcenia (posiadające tzw. certyfikat szkolny).